# Operacja Tarnegol 53
Operacja Tarnegol 53 (hebr. מבצע תרנגול 53, Miwca Tarnegol 53) – izraelska operacja wojskowa przeprowadzona w nocy z 26 na 27 grudnia 1969 roku w trakcie wojny na wyczerpanie, której celem było zdobycie egipskiego radaru produkcji radzieckiej – P-12 i przetransportowanie go do Izraela. Mimo problemów przy transporcie radaru, operacja zakończyła się sukcesem Sił Obronnych Izraela. Po stronie egipskiej zginęło dwóch żołnierzy, a czterech dostało się do niewoli. Po stronie izraelskiej ranny został jeden żołnierz.

## Tło wydarzeń

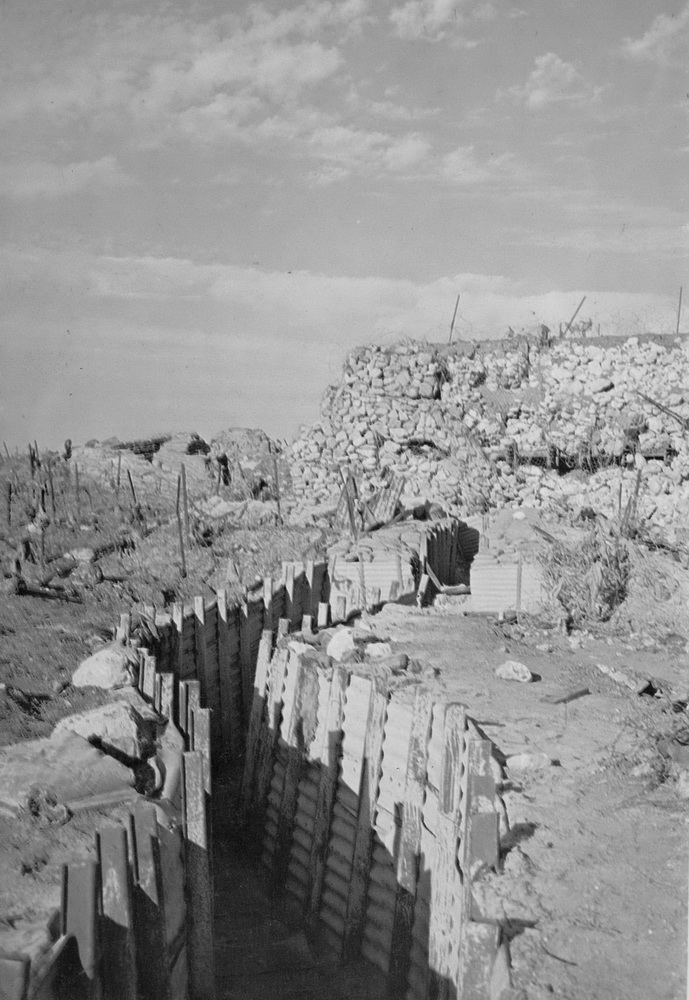
Izraelska linia Bar-Lewa wzdłuż wschodniego wybrzeża Kanału Sueskiego

Koniec wojny sześciodniowej w 1967 roku nie stanowił zakończenia konfliktu arabsko-izraelskiego. Państwa arabskie nie mogły się pogodzić ze zwycięstwem Izraela oraz ze wzrostem jego pozycji w regionie. We wrześniu 1967 roku odbyła się konferencja w Chartumie, na której do głosu doszli zwolennicy prowadzenia zdecydowanej polityki wobec Izraela. Uznali, że nie można prowadzić żadnych negocjacji i rozmów pokojowych z politykami izraelskimi. Egipcjanie nie pogodzili się ze stratą Synaju, a Izrael nie akceptował postanowień Rezolucji Rady Bezpieczeństwa ONZ nr 242 nakazującej mu zwrot zdobytych terytoriów. W wyniku napięć politycznych doszło początkowo do pojedynczych, później regularnych, ostrzałów pozycji jednej i drugiej strony nad Kanałem Sueskim. Toczący się od 1967 do 1970 roku konflikt nazwany został wojną na wyczerpanie. Gamal Abdel Naser wierzył, że przedłużający się zatarg doprowadzi do osłabienia Izraela. W trakcie konfliktu dochodziło do operacji desantowych, naruszeń przestrzeni powietrznych, ostrzałów i wypadów komandosów na tyły wroga. Egipt chciał przez to utrzymać zainteresowanie międzynarodowe sytuacją nad Kanałem Sueskim i zyskać sojuszników. Naser otrzymał szeroką pomoc wojskową ze Związku Radzieckiego. Z kolei Izrael nie chciał pokazać słabości i wycofać się z pozycji na zachodzie Synaju mimo strat wśród żołnierzy stacjonujących na linii Bar-Lewa. Obszar walk w trakcie wojny na wyczerpanie był również poligonem doświadczalnym dla nowego sprzętu amerykańskiego i radzieckiego.

## Przygotowania do operacji

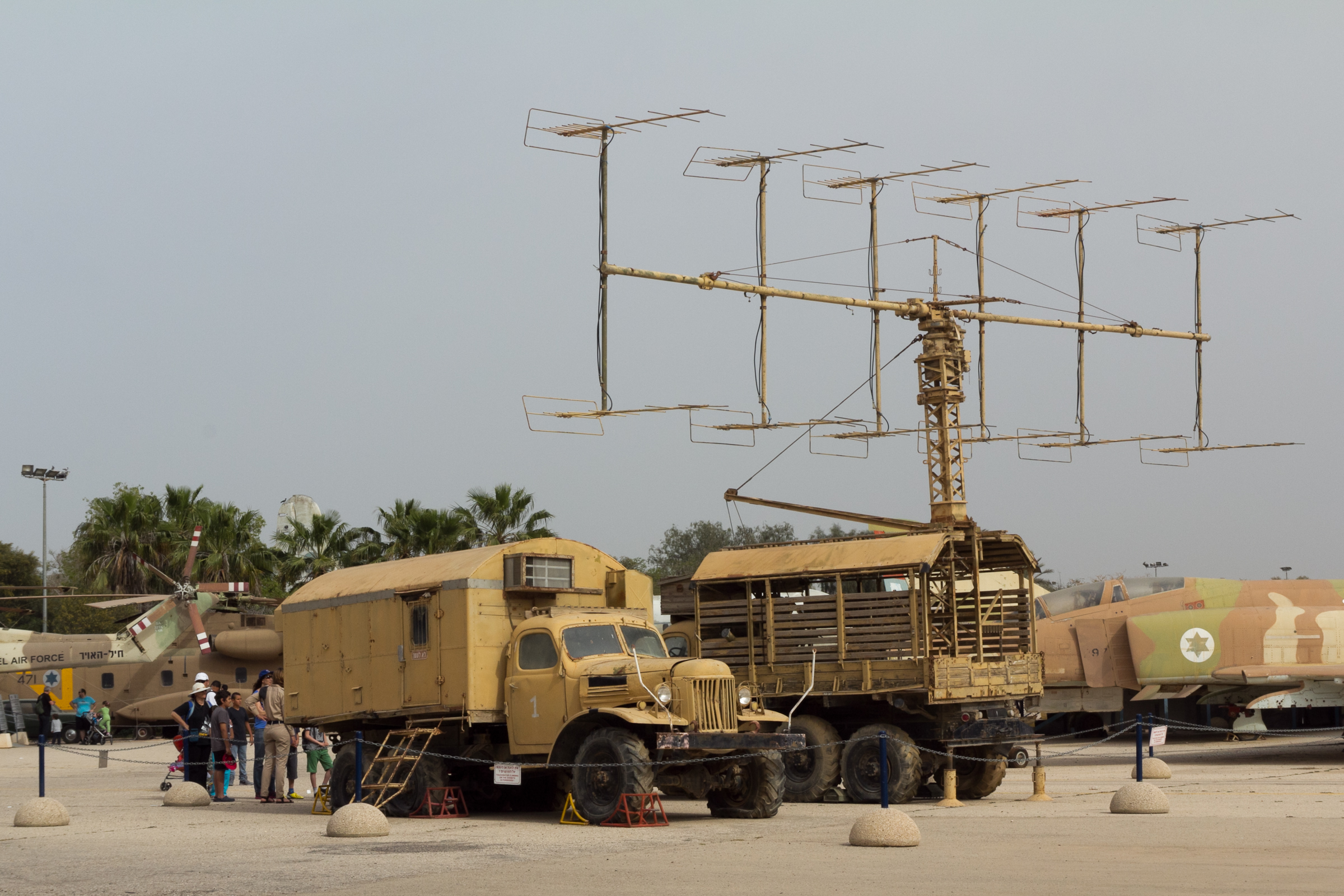
Zdobyty przez Izraelczyków radar P-12 w Muzeum Izraelskich Sił Powietrznych w Chacerim

W październiku 1969 roku Siły Powietrzne Izraela dokonywały nalotów na stacje radarowe armii egipskiej ulokowane wzdłuż wybrzeża Morza Czerwonego. Miały one na celu osłabienie egipskiej obrony przeciwlotniczej i ułatwienie przeprowadzenia ewentualnych operacji wojskowych po drugiej stronie morza Izraelczykom. Dowództwo izraelskie poprzez bombardowania chciało w szczególności zniszczyć radziecki radar P-12, będący nowym nabytkiem egipskich wojsk obrony przeciwlotniczej, o którym donosił izraelski wywiad. Mimo dużej liczby ataków lotnictwo poinformowało, że w okolicy Ras Gharib wciąż znajduje się stanowisko radaru, prawdopodobnie P-12, namierzającego izraelskie samoloty . Po trzech miesiącach pracy wywiadowczej, wykonywaniu i analizowaniu zdjęć lotniczych, udało się zlokalizować miejsce stacjonowania radaru i jego obsługi. Wyglądało ono jak obozowisko Beduinów na pustyni i znajdowało się kilka kilometrów od wcześniej zbombardowanego innego radaru. Z liczby namiotów wywnioskowano, że na miejscu może znajdować się około 50 żołnierzy . 22 grudnia wywiad Sił Powietrznych doniósł o tym odkryciu podpułkownikowi Eli’ezerowi Kohenowi, ówczesnemu dowódcy Sił Powietrznych Izraela. Wówczas podjęto od razu decyzję o potrzebie przeprowadzenia operacji oraz uznano, że zamiast niszczyć radar, można go przetransportować do Izraela, poddać testom i badaniom technicznym. Zaplanowania całej operacji podjął się pułkownik Dawid Iwri.

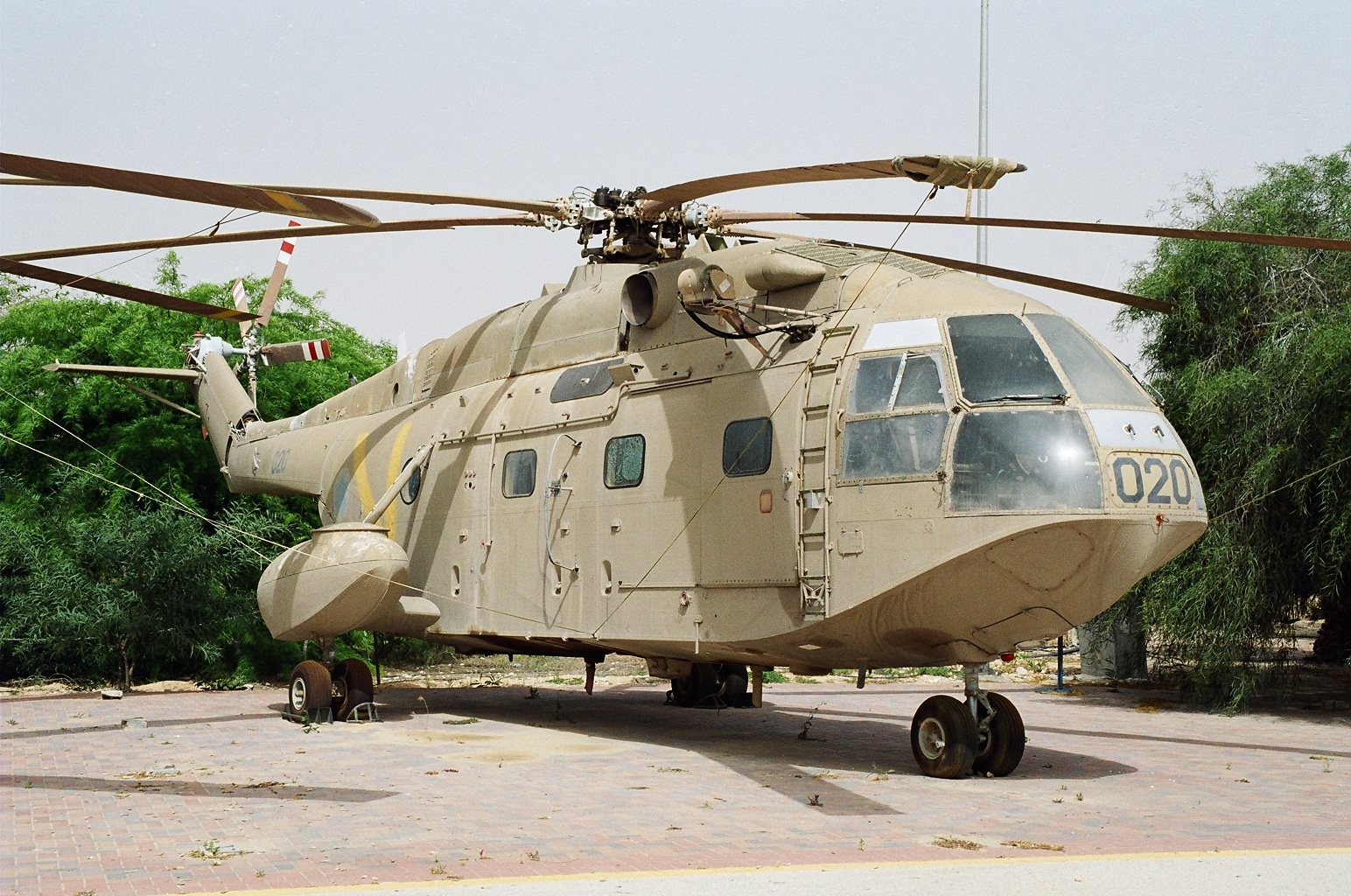
Śmigłowiec Super Frelon

Dowódcami operacji zostali mianowani przez generała Rafa’ela Ejtana pułkownik Chaim Nadel i podpułkownik Arje Cimel. Uznano, że atak na stanowisko radaru przeprowadzi 66 żołnierzy z 50. Batalionu Spadochroniarzy, którzy dostaną się na miejsce operacji trzema śmigłowcami Super Frelon. Do oddziału dołączył także technik Sił Powietrznych Izraela, który był specjalistą od radzieckich radarów i rakiet plot. Jego zadaniem było złożenie radaru ważącego 2,5 tony. Po konsultacjach przeprowadzonych z pilotami śmigłowców pojawił się problem przetransportowania całego zestawu do Izraela. Żaden będący ówcześnie na służbie w izraelskiej armii śmigłowiec nie był zdolny do transportu P-12. Zdecydowano, że w operacji dodatkowo wezmą dwa z trzech zakupionych od Stanów Zjednoczonych śmigłowców CH-53 Jasur . Ostateczny plan zakładał, że z bazy lotniczej Tel Nof, na miejsce operacji, polecą trzy śmigłowce Super Frelon z 22 żołnierzami i amunicją na pokładzie każdego z międzylądowaniem w Abu Rudajs na Synaju. Lądowanie miało się odbyć z dala od celu, a żołnierze mieli dotrzeć na miejsce piechotą. W docelowym miejscu dwa oddziały miały zaatakować namioty i stanowiska ochrony, a trzecia grupa wraz z technikiem miała za zadanie rozmontowanie radaru. Następnie dwa śmigłowce Jasur miały przybyć na miejsce i zabrać podwieszoną pod spodem, rozmontowaną stację radarową . W celu odwrócenia uwagi egipskiej obrony przeciwlotniczej i radarów od przeprowadzanej operacji zaplanowano przeprowadzenie ataku lotniczego samolotami A-4 Skyhawk 60 km na północ od Ras Gharib.
25 grudnia, na dzień przed operacją, zaplanowano ćwiczenia i symulację operacji. Stację radarową miał symulować wagon kolejowy, który miał podobną masę jak cel operacji .

## Przebieg operacji
26 grudnia, o godzinie 21:00, operacja rozpoczęła się pozorowanym atakiem izraelskich samolotów na pozycje oddalone o 60 km na północ od miejsca operacji. O godzinie 21:15 z bazy w Abu Rudajs wystartowały 3 śmigłowce Super Frelon w kierunku Ras Gharib z żołnierzami i amunicją. Aby egipskie radary nie wykryły śmigłowców, piloci musieli lecieć nisko nad ziemią. Pustynny obszar operacji nie miał punktów charakterystycznych, nawigacja odbywała się na podstawie zdjęć lotniczych. Utrudnieniem była także noc. Dopiero po czwartej próbie udało się wylądować na zaplanowanym miejscu desantu.

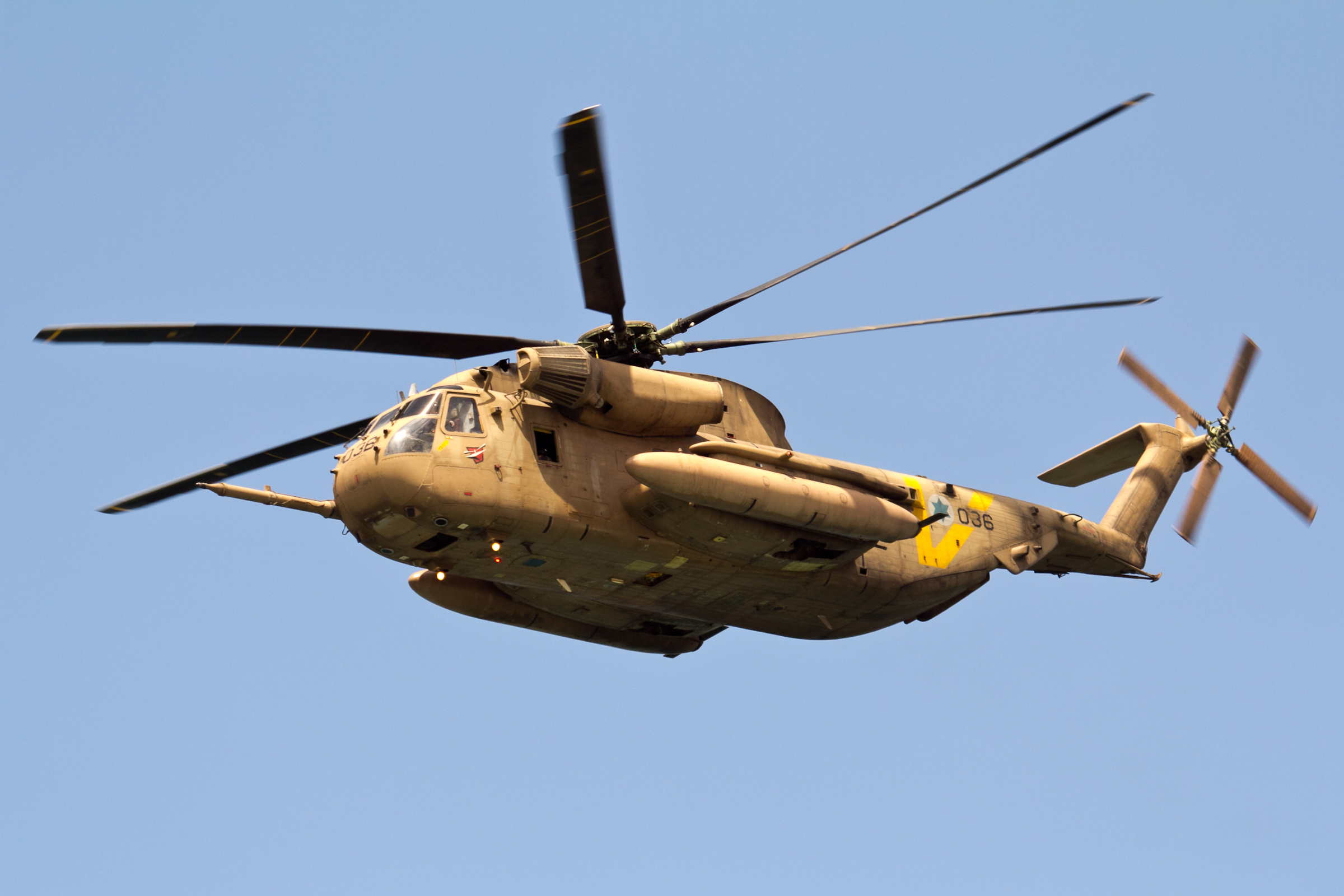
Śmigłowiec CH-53 Jasur

Dzięki hałasowi towarzyszącemu pracy generatorów spadochroniarzom udało się dotrzeć na około 30 metrów od celu. Wtedy też Izraelczycy dostrzegli dwóch żołnierzy patrolujących otoczenie stacji radarowej. Doszło do wymiany ognia, Egipcjanie podnieśli alarm i zawiadomili resztę ochrony radaru o ataku. Okazało się, że obsada radaru nie jest tak liczna, jak zakładano. W trakcie walki jeden z Izraelczyków został ranny w głowę i rękę, po stronie egipskiej dwóch żołnierzy zostało zabitych, a trzem udało się uciec. Po wkroczeniu na teren obozu spadochroniarze wzięli do niewoli czterech Egipcjan, w tym jednego sierżanta. Podczas przesłuchania Izraelczycy dowiedzieli się, że dowódca placówki uciekł wraz z załogą. Zajęcie samej placówki zajęło około 25 minut .
Po zajęciu placówki trzeci zespół przystąpił do demontażu stacji radarowej. Plan zakładał na tę czynność pół godziny, jednak masa anteny (ok. 2,5 tony) sprawiła, że prace zajęły technikowi i żołnierzom godzinę. Podczas prac nad radarem reszta spadochroniarzy podłożyła ładunki wybuchowe w składzie paliwa do generatorów i schronie. Po demontażu zawiadomiono pilotów Jasurów o gotowości do ewakuacji. O 02:30 śmigłowce przybyły na miejsce i rozpoczęto podwieszanie samochodu transmisyjnego z anteną oraz samego radaru . Pilot śmigłowca z radarem już po kilku minutach lotu zgłosił usterkę układu hydraulicznego, która mogła spowodować niewykonanie misji. Załoga jednak zdecydowała się na lot nad Morzem Czerwonym i pierwsze lądowanie w celu sprawdzenia usterki wykonała na Synaju. Drugi śmigłowiec również miał problemy z lotem, ponieważ podwieszony, kołyszący się samochód wraz z anteną negatywnie wpływał na stabilność lotu. Okazało się, że zbierający dokumenty żołnierze zapomnieli zamknąć okna oraz drzwi w pojeździe i naczepie. Mimo to drugi śmigłowiec doleciał od razu do Abu Rudajs.

## Rezultat
Przechwycony P-12 został poddany testom i badaniom technicznym przez zespoły izraelskie i amerykańskie. Oba uznały, że cały system nie stanowi szczególnego zagrożenia dla samolotów oraz nie przedstawia sobą żadnych nowych rozwiązań technicznych. Jak się później okazało, częstotliwość radaru można było łatwo zakłócić znanymi Izraelczykom sposobami. Dowództwo izraelskie uznało jednak, że operacja osłabiła obronę powietrzną Egiptu oraz miała duże znaczenie propagandowe. Z kolei Amerykanie wykorzystali zestaw do przygotowania makiet ćwiczebnych dla swojego lotnictwa .
W Izraelu, jak i w Egipcie informacje o operacji nie zostały od razu w pełni ujawnione. Związek Radziecki zażądał od Egiptu wyjaśnień na temat okoliczności utracenia nowo dostarczonego radaru i zagroził opóźnieniami w dostawach nowoczesnego sprzętu  .